# Wonder Woman (film)
Wonder Woman är en superhjältefilm baserad på DC Comics seriefigur med samma namn, distribuerad av Warner Bros. Pictures. Den är den fjärde filmen i det gemensamma filmuniversumet DC Extended Universe. Filmen regisseras av Patty Jenkins utifrån ett manus av Allan Heinberg och Geoff Johns, där skådespelarna Gal Gadot, Chris Pine, Connie Nielsen, Robin Wright, Lisa Loven Kongsli, Danny Huston, David Thewlis, Ewen Bremner, Saïd Taghmaoui, Elena Anaya och Lucy Davis medverkar. Filminspelningen började i slutet av november 2015. Filmen hade premiär i 3D och IMAX 3D den 2 juni 2017.
Uppföljaren Wonder Woman 1984 släpptes i december 2020.

## Handling
Diana Prince, som arbetar vid Louvren, får en glasplåt från Bruce Wayne (som hon träffade under Batman Vs Superman). Fotografiet är taget under första världskriget, men föreställer Diana Prince i samma ålder. Det får henne att minnas omständigheterna under vilka bilden togs:
Diana växte upp på en ö som enbart beboddes av amasoner. En dag tränger ett flygplan igenom den skyddande dimman kring ön. Piloten, Steve Trevor, visar sig vara en amerikan som spionerar på de tyska försöken att utveckla dödliga gaser. Diana inser att hon behöver följa med Trevor till kriget för att stoppa krigsguden Ares. Trevor rekryterar ett litet förband som dels ska förhindra tyskarna att utveckla senapsgas, dels föra Diana till fronten där hon misstänker att Ares finns. Dianas amasonbakgrund och -träning gör att hon kan tränga igenom tyskarnas linjer, och ta reda på att den tyske generalen Ludendorf planerar att utnyttja en bal för att förhindra fredsförhandlingarna.

## Rollista
- Gal Gadot – Diana Prince / Wonder Woman
- Chris Pine – Steve Trevor
- Connie Nielsen – Drottning Hippolyta
- Robin Wright – General Antiope
- Danny Huston – Erich Ludendorff
- David Thewlis – Sir Patrick Morgan / Ares
- Elena Anaya – Dr. Isabel Maru / Doctor Poison
- Lucy Davis – Etta Candy
- Saïd Taghmaoui – Sameer
- Ewen Bremner – Charlie
- Eugene Brave Rock – Chief Napi
- Lisa Loven Kongsli – Menalippe
- Mayling Ng – Orana
- Florence Kasumba – Acantha
- Madeleine Vall Beijner – Egeria
- Ann Wolfe – Artemis

## Produktion

### Utvecklingsfas
Det tidigaste försöket att göra en Wonder Woman-film var 1996, då med Ivan Reitman knuten till projektet som producent och möjlig regissör. I oktober 1999 blev det känt att Jon Cohen blivit utsedd att filmatisera Wonder Woman åt producenten Joel Silver och Warner Bros, samt att Sandra Bullock pekats ut att spela titelrollen. I januari 2001 erbjöd Silver Todd Alcott att skriva ett manus för filmen, där produktionsbolaget Silver Pictures stöttade projektet. Tidigt skvaller kring filmen kopplade skådespelerskor som Angelina Jolie, Beyoncé Knowles, Bullock, Rachel Bilson, Nadia Bjorlin, Megan Fox, Eliza Dushku och Catherine Zeta-Jones till rollen som Wonder Woman. Leonard Goldberg omnämnde i en intervju i maj 2001 Bullock som en stark kandidat för projektet. Bullock påstod att hon hade blivit tillfrågad för rollen, medan brottaren Chyna uppgav att hon var intresserad. Lucy Lawless, som tidigare tackat nej till rollen, gav signaler om att hon hade varit mer intresserad om Wonder Woman hade framställts som en "bristfällig hjälte." Manuset gick senare genom ett flertal utkast som skrevs av Alcott, Jon Cohen, Becky Johnston och Philip Levens. I augusti 2003 ersattes Levens av manusförfattaren Laeta Kalogridis.
"Besides [Wonder Woman's] great origin story, there's nothing from the comics that felt right 100 percent, no iconic canon story that must be told. Batman has it made — he's got the greatest rogues gallery ever, he's got Gotham City. The Bat writes himself. With Wonder Woman, you're writing from whole cloth, but trying to make it feel like you didn't. To make it feel like it's existed for 60 years, even though you're making it up as you go along. But who she, and what the movie, is about, thematically, has never been a problem for me. But the steps along the way, it could be so easy for them to feel wrong. I won't settle. She wouldn't let me settle."
I mars 2005 tillkännagav Warner Bros. och Silver Pictures att Joss Whedon skulle skriva manus och regissera filmversionen av Wonder Woman. Whedons lön rapporterades ligga på mellan $2 och $3 miljoner. Då Whedon vid detta tillfälle regisserade filmen Serenity och behövde tid att studera Wonder Womans bakgrund, påbörjade han således inte manusarbetet förrän i slutet av år 2005. Enligt Joel Silver skulle manuset täcka Wonder Womans ursprung och inkludera Steve Trevor: "Trevor crashes on the island and they go back to Man's World." Silver ville spela in filmen i Australien när manuset var färdigskrivet. Då Whedon i maj 2005 uppgav att han inte skulle rollbesätta Wonder Woman innan manuset var klart, uttryckte Charisma Carpenter och Morena Baccarin intresse för rollen. År 2006 rapporterade flera mediehus att Priyanka Chopra var i samtal om att spela Wonder Woman i Joss Whedons film.
Efter att nästan ha tillbringat två år på manusskrivandet, lyckades Whedon inte slutföra ett färdigt utkast: "It was in an outline, and not in a draft, and they [studio executives] didn't like it. So I never got to write a draft where I got to work out exactly what I wanted to do." I februari 2007 lämnade Whedon projektet, och uppgav att meningsskiljaktigheter kring manuset med studion var orsaken till att det inte fungerade. Whedon upprepade följande: "I never had an actress picked out, or even a consistent front-runner. I didn't have time to waste on casting when I was so busy air balling on the script." Whedon menar att när han lämnat Wonder Woman-projektet, kan han fokusera på att göra sin film Goners.

"I would go back in a heartbeat if I believed that anybody believed in what I was doing. The lack of enthusiasm was overwhelming."

En dag innan Whedon lämnade Wonder Woman hade Warner Bros. och Silver Pictures köpt ett spec script skrivet av Matthew Jennison och Brent Strickland. Handlingen i manuset utspelade sig under andra världskriget, vilket imponerade på cheferna vid Silver Pictures. Emellertid uppgav Silver att han enbart köpte manuset för att han inte ville att de skulle förlora rättigheterna. Han gillade dock de idéer som fanns i manuset, men ville inte att Wonder Woman-filmen skulle vara ett historiskt drama. I april 2008 anlitades Silver Jennison och Strickland för att skriva ett nytt manus som skulle utspela sig i en nutida miljö som inte skildrade Wonder Womans ursprung, men skulle utforska Paradise Islands historia.
Warner Bros. ordförande och VD pratade om Wonder Woman år 2010, där han uppgav att filmen för närvarande var i produktion, tillsammans med två andra DC Comics-hjältar: The Flash och Aquaman. År 2011 uttryckte regissören Nicolas Winding Refn och skådespelerskan Christina Hendricks i flera intervjuer för filmen Drive, sin önskan att få göra en Wonder Woman-film tillsammans. David S. Goyer sade sig vilja göra en Wonder Woman-film. Enligt en artikel som publicerades på hemsidan TheWrap år 2013, var Wonder Woman ett av två projekt som Warner Bros. övervägde att filmatisera. En källa från Warner Bros. berättade för TheWrap att de diskuterade möjligheterna för fler Man of Steel-filmer, en Stålmannen/Batman-film, samt fristående filmer för Wonder Woman och Aquaman. DC-chefen Diane Nelson antydde att den amasonprinsessan är lika viktig som Stålmannen och Batman i filmen. Den 5 oktober 2013 sade sig WB:s ordförande Kevin Tsujihara att han ville se Wonder Woman antingen på film eller TV. Den 10 oktober 2013 intervjuade IGN regissören Paul Feig om att pitcha en idé till studion att göra Wonder Woman som en actionkomedi.

### Förproduktion
Den 23 oktober 2014 avslöjade The Hollywood Reporter att studion letade efter kvinnliga regissörer för att regissera filmen, och nästa dag rapporterade Forbes att de hade Kathryn Bigelow, Catherine Hardwicke, Mimi Leder, Karyn Kusama, Julie Taymor, Michelle MacLaren och Tricia Brock på deras regissörslista. Den 30 oktober 30 avslöjade Bleeding Cool att den fristående Wonder Woman-filmen skulle vara en del av tre filmer. Den första filmen skulle utspela sig under 1920-talet, därefter en uppföljare som skulle utspela sig under andra världskriget på 1930- och 40-talen, och den tredje skulle utspela sig i nutiden. Den 12 november blev det klart att MacLaren var studions förstahandsval att regissera filmen och att hon var i de slutgiltiga samtalen innan kontraktet var påskrivet, vilket hon till slut gjorde den 24 november. Charles Roven, Zack Snyder och Deborah Snyder kommer att producera filmen. Den 4 december rapporterades det att Jason Fuchs var i samtal för att skriva filmens manus, som även omfattade att han skulle skriva utkast tillsammans med regissören MacLaren. Den 13 april 2015 avslöjades det att MacLaren hade lämnat projektet på grund av kreativa meningsskiljaktigheter mellan henne och Warner Bros. Den 15 april blev det klart att Patty Jenkins skulle regissera filmen. Den 11 juli 2016 bekräftades det att Allan Heinberg och Geoff Johns skrivit filmens manus och att dess synopsis skrivits av Heinberg tillsammans med Zack Snyder.

### Rollbesättning

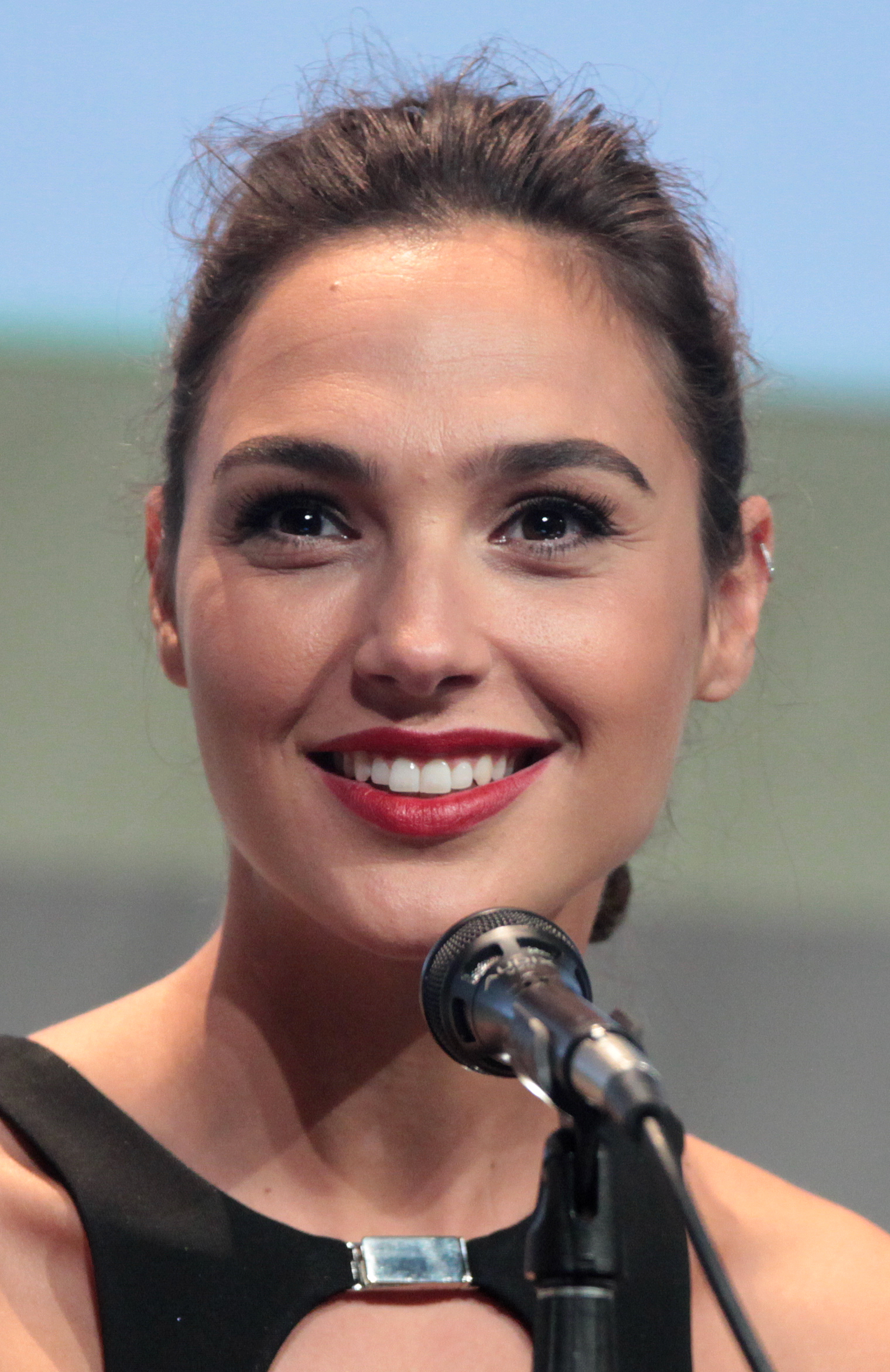
Gal Gadot vid 2015 års San Diego Comic-Con International.

Den 7 november 2013 rapporterade Variety att Gal Gadot, Élodie Yung och Olga Kurylenko hade provspelat för en kvinnlig huvudroll, som man trodde var Wonder Woman. Den 4 december 2013 blev det klart att Gal Gadot fått rollen som Wonder Woman, att hon även hade skrivit kontrakt på tre filmer som bland annat inkluderade två Justice League-filmer och en fristående Wonder Woman-film, samt att hon kommer göra sin debut i Batman v Superman: Dawn of Justice. Producenten Charles Roven avslöjade att denna inkarnation av Wonder Woman kommer att luta sig mot seriehjältens ursprung i The New 52, där hon kommer att vara en halvgudinna och dotter till Zeus. Detta avviker från hennes originalursprung, där hon är "en lerfigur som får liv av gudarna". Den 27 maj 2015 avslöjade Variety att Chris Pine var i samtal med studion om att spela rollen som Steve Trevor, Wonder Womans pojkvän. Trevor är en underrättelseofficer i amerikanska armén under andra världskriget och han träffar amasonprinsessan Diana på Paradise Island där de blir förälskade. I juli 2015 rapporterades det att Chris Pine skulle spela Steve Trevor i filmen och har även han skrivit ett kontrakt på fler filmer. Senare under året kom det rapporter om att Sean Bean och Eva Green skulle ha varit tilltänkta för rollerna som Ares och Circe. I november 2015 fick Saïd Taghmaoui en obekräftad roll i filmen. Den 2 november 2015 tillkännagav TheWrap att förhandlingar pågick med Nicole Kidman för en högrankad amasonkrigare. Den följande månaden rapporterade Justin Kroll från Variety att Kidman inte kommer att medverka i filmen på grund av en schemakrock.

### Filminspelning
Den 20 februari 2015 avslöjade Deadline.com att produktionen skulle starta i slutet av år 2015. I juli 2015 blev det klart att inspelningarna skulle börja i London under hösten 2015 och att inspelningarna av Justice League skulle påbörjas direkt därefter under våren 2016. Filmningen skulle äga rum under arbetstiteln Nightingale. Det ryktades om att Hoyte van Hoytema blivit anlitad som filmens filmfotograf. I september 2015 tillkännagav producenten Deborah Snyder att produktionen skulle starta i november. Bland filmens inspelningsplatser finns London och regionen Basilicata i södra Italien, särskilt spökstaden Craco, som övervägts som den möjliga platsen för ön Themyscira. Produktionsstarten bekräftades den 14 november 2015 när skådespelaren Taghmaoui publicerade ett foto på sig själv och Pine från inspelningarna på sin Facebook- och Instagramsida, foton som senare togs bort. Matthew Jensen blev bekräftad som filmens filmfotograf. Den 21 november 2015 tweetade Gadot och publicerade en bild på Instagram som visade hur titelrollen ser ut i filmen, vilket signalerade att inspelningarna hade startat. Inspelningarna ägde rum på plats i Storbritannien, Frankrike och Italien.

### Efterproduktion
Bill Westenhofer är filmens chef för visuella effekter. Martin Walsh är bekräftad som filmens klippare.

## Distribution

### Sverige
Wonder Woman hade svensk premiär den 2 juni 2017.

### Libanon
Filmen förbjöds i Libanon eftersom filmens huvudaktris Gal Gadot är ifrån Israel och liksom andra israeliska kvinnor har gjort militärtjänst. Dessa omständigheter har inte tidigare hindrat israeliska filmer från att visas på bio i landet.

### Qatar
Qatar förbjöd filmen att visas på grund av att huvudaktrisen Gadot har gjort israelisk militärtjänst.

### Tunisien
Filmen förbjöds att visas i Tunisien på samma grunder som förbudet i Libanon.